# 东江纵队《前进报社》旧址
东江纵队《前进报社》旧址，位于中国广东省深圳市深圳市坪山街道石灰陂社区，为深圳市的一个市、县级文物保护单位，类型为近现代重要史迹及代表性建筑，公布时间为1984年9月6日。
东江纵队《前进报社》旧址的历史年代为抗日战争时期。